# 長野市立吉田小学校
長野市立吉田小学校（ながのしりつよしだしょうがっこう）は、長野県長野市吉田三丁目にある公立小学校。

## 概要
長野市街地の北東3kmほどの、長野電鉄長野線と浅川に挟まれた場所に位置する。1873年（明治6年）に創立した、市内でも歴史の長い小学校の一つ。校章は、旧長野市章の「星」の中央に「吉」の字を配し、その周りを地域のシンボルである長野市天然記念物「吉田のイチョウ（吉田の大いちょう）」の葉6葉で囲ったもの。校歌は、伝田青磁 作詞・井上武士 作曲。
本校のある吉田地区は、古くから北国街道沿いに商工業が栄えた地であるが、近代以降は信越本線（現 しなの鉄道北しなの線）・長野電鉄が通る交通至便の地として、長野市街地から連続して発展。1889年（明治22年）から1990年（平成2年）までの戸数増加率は長野市内1位であり、本校もマンモス校となったことから1969年（昭和44年）に長野市立湯谷小学校が分離新設されている。1990年（平成2年）ごろから本校近くの北長野駅・信濃吉田駅前を中心に再開発事業が順次完成し、高層マンションが林立している。
本校を含む一帯は浅川扇状地遺跡群・吉田町東遺跡の埋蔵文化財包蔵地であり、本校の敷地内からも、体育館改築にあたって2014年（平成26年）に行われた発掘調査で、弥生時代から平安時代にかけての住居遺構8軒と、縄文時代から平安時代の土器・石斧などの遺物が出土した。この発掘にあたっては、本校の児童も体験学習として参加した。

## 沿革
（出典は、特記なき限り）
- 1873年（明治6年） - 水内郡吉田村・押鐘村により、吉田村小町（現 吉田三丁目）の善敬寺に、第六大学区第十四中学区第三番小学[5]積成学校が開校。
- 1874年（明治7年）
  - 水内郡桐原村・﨤目村により、桐原村（現 桐原二丁目）の清林寺に、第六大学区第十四中学区第四番小学[5]明融学校が開校。
  - 水内郡東和田村・西和田村・中越村・太田村により、東和田村（現 東和田）の観音堂に、第六大学区第十四中学区第十七番小学[5]成美学校が開校。
- 1882年（明治15年） - 積成学校を上水内郡第十四番学区吉田学校に改称。
- 1885年（明治18年） - 明融学校を吉田学校に統合。
- 1886年（明治19年） - 成美学校を吉田学校および高田学校（現 長野市立古牧小学校）に統合。
- 1887年（明治20年） - 長野県においては一学区内にひとつの本校・その他はその支校とする体制となり、吉田学校は宇木学校吉田支校となる（宇木学校は長野市立三輪小学校の前身）。
- 1889年（明治22年） - 宇木学校から独立し、吉田村立吉田尋常小学校となる。
- 1891年（明治24年） - 校地を現在地に移転。
- 1892年（明治25年）8月 - 吉田・古牧・朝陽・柳原・長沼・古里・若槻・神郷の東部八ヵ村組合立中高等小学校が設立され、本校に併設。
- 1899年（明治32年）8月 - 東部八ヵ村組合の解散に伴い、吉田・朝陽・柳原・古里・若槻の東部五ヵ村組合立東部高等小学校を本校に併設。
- 1910年（明治43年） - 小学校令改正に伴い、吉田村立吉田尋常高等小学校となる。
- 1914年（大正3年）4月1日 - 上水内郡吉田村の町制施行により、吉田町立吉田尋常高等小学校となる。
- 1923年（大正12年）7月1日 - 上水内郡吉田町が長野市に合併。長野市立吉田尋常高等小学校となる。
- 1935年（昭和10年） - 現在の校章を制定[1]。
- 1941年（昭和16年）4月1日 - 国民学校令施行。長野市立吉田国民学校となる。
- 1947年（昭和22年）4月1日 - 学校教育法施行。長野市立吉田小学校となる。
- 1969年（昭和44年）4月1日 - 本校・長野市立城山小学校・長野市立三輪小学校・長野市立若槻小学校の過大規模解消のため、長野市立湯谷小学校（上松、現 上松四丁目）が開校。本校の通学区域からは、押鐘（現 吉田一丁目）・広町（現 吉田二丁目）をわける。

## 通学区域
- 西和田二丁目の一部
- 吉田一丁目の一部
- 吉田二丁目の一部
- 吉田三丁目
- 吉田四丁目
- 吉田五丁目
- 桐原一丁目
- 桐原二丁目
- 中越一丁目
- 中越二丁目
- 大字南堀の一部
- 大字北堀の一部

## 交通
- 長野電鉄信濃吉田駅北口から徒歩5分
- しなの鉄道北しなの線北長野駅から徒歩10分